# Vegas Academy : Coup de poker pour la fac
Pour les articles homonymes, voir La Maison et The House.
Pour plus de détails, voir Fiche technique et Distribution.
Vegas Academy : Coup de poker pour la fac ou La Maison au Québec (The House) est un film comique américain réalisé par Andrew Jay Cohen (en), sorti en 2017.

## Synopsis
Un couple de flambeurs, Kate et Scott, ont perdu lors d'un jeu tout l'argent réservé pour les études de leur fille adolescente. Pour gagner de l'argent et reconstituer la somme perdue, ils décident de monter un casino clandestin dans leur garage à l'aide de leur voisin Frank. Très vite, le succès étant au rendez-vous, la police et des gangsters s'intéressent à leurs affaires...

## Fiche technique
- Titre original : The House
- Titre français : Vegas Academy : Coup de poker pour la fac
- Titre québécois : La Maison
- Réalisation : Andrew Jay Cohen (en)
- Scénario : Brendan O'Brien et Andrew Jay Cohen
- Photographie : Jas Shelton
- Montage : Evan Henke et Mike Sale
- Musique : Andrew Feltenstein et John Nau
- Production : Brendan O'Brien, Will Ferrell et Adam McKay
- Sociétés de production : New Line Cinema, Village Roadshow Pictures, RatPac-Dune Entertainment, Good Universe et Gary Sanchez Productions
- Sociétés de distribution : Warner Bros.
- Pays d'origine :  États-Unis
- Langue originale : anglais
- Format : couleur - 1,85 : 1
- Genre : comédie
- Durée : 88 minutes
- Dates de sortie :
  - États-Unis : 26 juin 2017 (première à Los Angeles) 30 juin 2017 (sortie nationale)
  - Canada : 30 juin 2017

## Distribution
- Will Ferrell (VF : Philippe Vincent ; VQ : François Godin) : Scott Johansen
- Amy Poehler (VF : Valérie Nosrée ; VQ : Marika Lhoumeau) : Kate Johansen
- Jason Mantzoukas (VQ : Patrick Chouinard) : Frank Theodorakis
- Ryan Simpkins (VF : Joséphine Ropion ; VQ : Ludivine Reding) : Alex Johansen
- Nick Kroll (VQ : Martin Watier) : Bob Schaeffer
- Allison Tolman (VF : Jessie Lambotte ; VQ : Marie-Ève Bertrand) : Dawn Mayweather
- Rob Huebel (en) (VQ : Alain Zouvi) : l'officier Chandler
- Michaela Watkins (VF : Josy Bernard ; VQ : Michèle Lituac) : Raina Theodorakis
- Jeremy Renner : Tommy Papouli
- Cedric Yarbrough (VQ : Sylvain Hétu) : Reggie Henderson
- Rory Scovel (VF : Sébastien Ossard) : Joe Mayweather
- Lennon Parham (en) (VQ : Mélanie Laberge) : Martha
- Andrea Savage : Laura
- Andy Buckley (VF : Stéphane Roux) : Craig
- Kyle Kinane (en) : Kevin Garvey
- Jessie Ennis (VF : Elsa Bougerie) : Rachel
- Christina Andrea Offley : Davida
- Steve Zissis (VF : Thibaut Lacour) : Carl Shackler
- Sam Richardson : Marty
- Randall Park : Buckler
- Jessica St. Clair : Reba
- Gillian Vigman : Becky
- Alexandra Daddario : Corsica
- Wayne Federman : Chip Dave
- Sebastian Maniscalco (en) : le comédien de Stand-Up
- Frank Gerrish : Butcher (non crédité)
- Rebecca Olejniczak : la femme sexy dealeuse de Poker (non créditée)

 Source et légende : version française (VF) sur RS Doublage